# Martin Pedersen (cykelrytter, født 1998)
 Der er flere personer med dette navn, se Martin Pedersen.
Martin Pedersen (født 28. januar 1998 i Tølløse) er en cykelrytter fra Danmark, der er på kontrakt hos Lidl-Trek Future Racing.
Han er lillebror til cykelrytter Mads Pedersen.

## Karriere
Han begyndte at køre cykelløb som børne- og ungdomsrytter for Holbæk Cykelsport i 2009. Men inden juniorårene mistende Martin Pedersen lysten til cykling, og droslede ned. 
I 2021 vendte han tilbage og deltog i løb, samtidig med at han øgede sin træningsmængde. Han var blandt andet med på en træningssamling med kontinentalholdet Restaurant Suri-Carl Ras. I påsken 2022 vandt han et løb i den danske B-klasse, og i maj samme år havde han samlet nok point til at blive A-rytter. Den 1. juni 2022 blev det offentliggjort at Martin Pedersen havde skrevet kontrakt med Restaurant Suri-Carl Ras.